# براد هينيسي
براد هينيسي (بالإنجليزية: Brad Hennessey)‏ هو لاعب كرة قاعدة أمريكي، ولد في 7 فبراير 1980 في توليدو في الولايات المتحدة.

## وصلات خارجية
- براد هينيسي على موقع دوري كرة القاعدة الرئيسي (الإنجليزية)
- براد هينيسي على موقعبيزبول رفرنس.كوم (الدوري الرئيسي) (الإنجليزية)
- براد هينيسي على موقعبيزبول رفرنس.كوم (الدوري الثانوي) (الإنجليزية)
- براد هينيسي على موقع إي إس بي إن.كوم (أم.أل.بي) (الإنجليزية)
- براد هينيسي على موقع مشجعي الرسوم البيانية (الإنجليزية)